# 軸丸ひかる
軸丸 ひかる（じくまる ひかる、1997年11月26日 - ）は、日本の元女子バスケットボール選手である。ポジションはポイントガード。ニックネームは「マル」。

## 経歴
愛媛県四国中央市生まれ。
地元の公立小学校、中学校を経て、聖カタリナ女子高等学校へ進学。2年次からレギュラーの座を掴み、2014年度のインターハイ、ウインターカップでともに3位となる。自身がキャプテンを務めた3年次はインターハイベスト8、ウインターカップ4位および個人としてベスト5に選出された。
白鷗大学へ進学。インカレでは1年次に優勝を果たすも自身は怪我で欠場。4年次には準優勝および個人として優秀選手賞を受賞。また、ナポリで開催されたユニバーシアードに日本代表として出場し、4位となった。
大学卒業後、2020-21シーズンより東京羽田ヴィッキーズに入団。
2025年4月8日、自身のInstagramで2024-25シーズンの終了を以って現役を引退することを発表した。